# Pseudohadena coluteae
Pseudohadena coluteae är en fjärilsart som beskrevs av Theophil Bienert 1869. Pseudohadena coluteae ingår i släktet Pseudohadena och familjen nattflyn. Inga underarter finns listade.